# Marla Adams
Marla Adams (Ocean City, 28 agosto 1938 – Los Angeles, 25 aprile 2024) è stata un'attrice statunitense.

## Biografia
Prevalentemente attrice di soap opera in attività fin dagli anni sessanta, tra i ruoli più importanti vi furono quelli di Belle Clemens dal 1968 al 1974 in The Secret Storm, di Dina Abbott Mergeron in Febbre d'amore dal 1983 al 1986 (e in seguito nel 1996 e nel 2008). Temporaneamente prese parte anche a Beautiful nel ruolo di Beth Logan nel 1991, mentre precedentemente interpretà per un breve periodo Myrna Clegg in Capitol, sostituendo l'attrice originaria del ruolo Carolyn Jones, e Helen Mullin in Generations.